# Thymoites verus
Thymoites verus là một loài nhện trong họ Theridiidae.
Loài này thuộc chi Thymoites. Thymoites verus được Herbert Walter Levi miêu tả năm 1959.